# Yolanda Queiroz
Yolanda Pontes Vidal Queiroz (Fortaleza, 12 de novembro de 1928 — Fortaleza, 17 de junho de 2016) foi uma empresária brasileira. Foi presidente do Grupo Edson Queiroz, fundado em 1951 por seu marido, o empresário Edson Queiroz. Em 1982, com a morte de Edson, Yolanda assume o controle do Grupo com o auxílio dos filhos.

## Biografia
Filha de Maria Pontes Vidal e Luis Vidal, Yolanda estudou durante nove anos no Colégio das Dorothéas, casando-se aos 16 anos com Edson Queiroz, de cuja união tiveram seis filhos: Airton José Vidal Queiroz, Myra Eliane, Edson Queiroz Filho, Renata, Lenise e Paula, que já lhe deram 15 netos. 
Companheira assídua da vida e atividades do marido ao longo de 37 anos, Yolanda participou de todas as etapas do crescimento e consolidação do Grupo Edson Queiroz, constituindo um dos 100 maiores conglomerados empresariais do Brasil, com especial destaque no seu contexto socioeconômico. O grupo atua em diversos setores, como distribuição de gás, água mineral e refrigerantes, metalurgia, comunicação, agropecuária, agroindústria e imóveis. Com a morte do marido, Yolanda passou a assumir a presidência do grupo, auxiliada pelos filhos Airton e Edson, continuando assim a sua expansão.

## Morte
Morreu em 17 de junho de 2016, vítima de falência múltipla dos órgãos.

## Homenagens
Em 2001, recebeu a Medalha do Mérito Industrial outorgada pela Confederação Nacional da Indústria e em 2007, recebeu a Ordem do Mérito Industrial através da mesma instituição. Em 2010, foi agraciada com a Medalha Antônio Drumond, em homenagem aos 40 anos da TV Verdes Mares. Em 2012, foi homenageada com o Diploma de Sócia Honorária da Casa do Ceará, em Brasília. No dia de sua morte, receberia da Federação do Comércio, Bens e Serviços do Estado do Ceará (Fecomércio-CE) a medalha Clóvis Arrais Maia, cujo evento foi cancelado. 